# Distretto di Huancano
Il distretto di Huancano  è uno degli otto distretti della provincia di Pisco, in Perù. Si trova nella regione di Ica e si estende su una superficie di 905,14  chilometri quadrati.